# Mario Judah
Mario Judah, właśc. Mario Diamond-Judah Douglas (ur. 6 grudnia 1999 w Flint) –  amerykański raper, piosenkarz, autor tekstów i producent muzyczny. W 2017 roku 18-letni Judah zaczął produkować muzykę. Trzy lata później wydał swój pierwszy komercyjny singiel. Uzyskał rozgłos po wydaniu singla „Die Very Rough” który stał się virallowym memem, oraz za żartobliwą krytykę amerykańskiego rapera Playboi Carti'ego za niewydanie swojego drugiego albumu studyjnego, Whole Lotta Red.

## Kariera

### 2020: „Die Very Rough” iWhole Lotta Red
Mario Judah przesłał swój debiutancki singiel „Crush” na SoundCloud 19 czerwca 2020 r. Potem nastąpiło wydanie „Die Very Rough”, które stało się viralem we wrześniu. Po wydaniu teledysku singiel stał się viralowy na Twitterze i powstało kilka memów, porównujących styl wokalny Judah’a oraz jego teksty podobne do złoczyńców Disneya. W październiku Judah wystąpił na Rolling Loud Festival 2020, co pomogło zwiększyć jego popularność. W tym samym miesiącu wydał cover piosenki Rockstar od raperów DaBaby i Roddy’ego Riccha. Teledysk do niego zyskał od tego czasu ponad milion wyświetleń, stając się jednym z jego najczęściej oglądanych teledysków. 30 listopada Judah ogłosił na Instagramie, że wyda drugi studyjny album rapera Playboi Carti ''Whole Lotta Red'' „sam” z powodu frustracji spowodowanej tym, że raper go jeszcze nie wydał. Ogłosił również datę 6 grudnia, dając Cartiemu tydzień na jego samodzielne wydanie. 6 grudnia Judah wydał „Bih Yah”, główny singiel ''Whole Lotta Red'', który spotkał się z pozytywnym przyjęciem fanów. Pierwsza część ''Whole Lotta Red'' została wydana jako EP 11 grudnia. Billboard i Google umieściły piosenkę „Die Very Rough” na 75 miejscu na swojej liście Top 100 Hummed Songs of 2020 in the United States. Piosenka dotarła również na szczyt listy Spotify Global Viral 50 z 15 października 2020 r. 

### 2021
Rok 2021 Judah rozpoczął wydaniem singla „It's Time To Rock” we współpracy z raperem Tes X. Następnie 22 stycznia wydał utwór „I Cannot Love You”. Judah powrócił po dłuższej przerwie od muzyki z singlem „Remeber Your Name” wydanym 10 września 2021 r.

## Styl muzyczny
Styl muzyczny Judah’a został opisany jako mieszanka rap rocka i gotyckiego metalu z unikalnymi wibracjami wokalu. Judah przyznał, że dopiero niedawno odkrył, że potrafi śpiewać, co doprowadziło go do robienia własnego rapu, zamiast produkowania podkładów muzycznych dla innych artystów. Uważa Breaking Benjamin, Five Finger Death Punch i Pantera jako swoje muzyczne wpływy i stwierdził, że muzyka rockowa to jego gatunek. Godnym uwagi fanem Mario Judah’a jest raper Lil Uzi Vert.

## Dyskografia
- Whole Lotta Red (2020)